# Dasypolia variegata
Dasypolia variegata là một loài bướm đêm trong họ Noctuidae.